# Übersterblichkeit

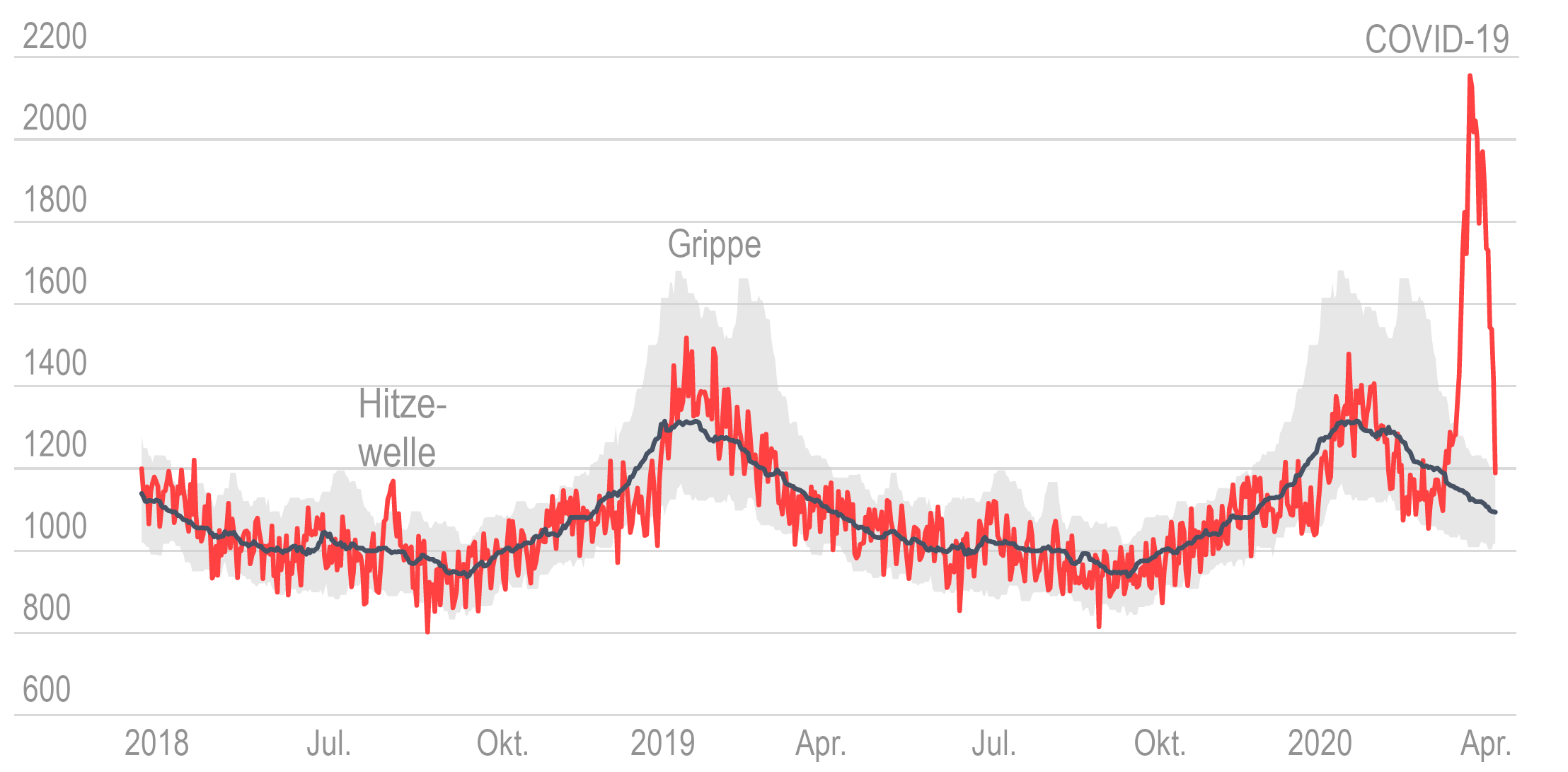
Vergleich der tatsächlichen täglichen Todesfälle in Spanien (in rot) mit den erwarteten Todesfällen (in schwarz, mit dem Konfidenzband in grau), von Anfang Jan. 2018 – Ende Apr. 2020. Deutlich sichtbar: zwei Grippewellen jeweils zu Jahresbeginn, und bedeutende Übersterblichkeit im April 2020 während der COVID-19-Pandemie in Spanien

Übersterblichkeit (englisch excess mortality) bezeichnet in der Demografie eine erhöhte Sterberate (Mortalität) im Vergleich zu empirischen Daten oder anders gewonnenen Erwartungswerten. Untersterblichkeit bezeichnet entsprechend eine im Vergleich verringerte Sterberate.

## Varianz
Für die Jahre 2000 bis 2015 liegen für Deutschland endgültige Sterbezahlen für jeden einzelnen Tag vor, in jedem einzelnen Jahr lag das Tagesminimum zwischen 1855 und 2080 Toten/Tag, das Tagesmaximum zwischen 2575 und 3488 Toten/Tag, womit innerhalb dieser 16 Jahre das Tagesminimum bei 1855 Toten/Tag, das Tagesmaximum bei 3488 Toten/Tag lag.
Innerhalb eines jeden Jahres sterben in Deutschland während der Winterzeit deutlich mehr Menschen als während der Sommerzeit. Die Extrema sind Februar und August: Der Februar liegt 9 % über dem Durchschnitt, der August 7 % unter dem Durchschnitt.

## Hintergrund
Die Sterberaten beziehen sich auf eine bestimmte Bevölkerungsgruppe und eine bestimmte Zeitspanne. Vergleichsgröße ist ein entsprechender Mittelwert von Daten aus der Vergangenheit oder von einer anderen Bevölkerungsgruppe. Die Bevölkerungsgruppe kann z. B. die Gesamtbevölkerung eines Landes oder einer anders definierten Region sein, und/oder eingeschränkt auf eine Teilgruppe, die durch Alter, Geschlecht, Lebensweise, Vorerkrankungen etc. definiert ist. In Therapiestudien vergleicht man eine Behandlungsgruppe mit einer Kontrollgruppe. Größere Gruppen erlauben genauere zahlenmäßige Vergleiche der Sterblichkeit, weil der Unsicherheitsbereich aufgrund zufälliger statistischer Schwankungen sich weniger stark auswirkt. Allerdings sagen die Ergebnisse dann auch nur über die Durchschnittswerte einer größeren Anzahl Menschen oder während einer längeren Zeitspanne etwas aus. Beispiele für verwendete Zeitspannen sind Tage, Wochen usw., aber auch Kriegszeiten, Pandemien, eine „Influenza-Saison“, eine Kältewelle oder eine Hitzewelle.
Übersterblichkeit im Vergleich zum Bevölkerungsdurchschnitt bei gleichem Lebensalter zeigt sich z. B. bei Übergewichtigen, Rauchern und Kranken.
Aus Vergleichen der Übersterblichkeit von verschiedenen Bevölkerungsgruppen und Zeiten versucht man Aufschluss darüber zu gewinnen, welche Faktoren die Sterblichkeit wie stark beeinflussen.
Seit Ende der 2000er-Jahre überwacht das Euromomo die Exzessmortalität großer Teile Europas in inzwischen 18 europäischen Staaten sowie zwei deutschen Bundesländern fortlaufend und zeitnah. Das am Statens Serum Institut in Kopenhagen angesiedelte Projekt publiziert einen wöchentlichen Lagebericht und wissenschaftliche Artikel. Euromomo arbeitet mit Poisson-verteilten und trendbereinigten Basiswerten als Bezugsgröße und modelliert diese „Baseline“ im Jahresgang durch eine Sinuskurve. Die jährlichen Grippe- und Hitzewellen und im Jahr 2020 besonders die beiden bisherigen Wellen der Covid-19-Pandemie sind deutlich sichtbar.
Für 2020/2021 differenzierte das deutsche Statistische Bundesamt die Sterblichkeit vor und nach Einsetzen der Pandemie in Deutschland. Auch Ende des Jahres 2022 konnte eine COVID-19-bedingte Übersterblichkeit in Deutschland festgestellt werden, obwohl in den Vergleichszeitraum der vier Vorjahre 2018 bis 2021 bereits zwei Pandemiejahre mit erhöhter Sterblichkeit eingehen.
Eine im Juni 2021 veröffentlichte Studie von Autoren aus Israel und Deutschland zeigt auf, welche Probleme beim Versuch bestehen, die COVID-19-bedingte Übersterblichkeit zuverlässig weltweit in 103 Ländern/Regionen zu beschreiben, da die jeweils vorliegende Datenbasis von vielen Unsicherheiten geprägt ist.